# Júlia Drusa
Júlia Drusa (en llatí Julia Drusa) va ser filla de Drus Cèsar i de Clàudia Livil·la, la germana de Germànic Cèsar i de Claudi.
A l'època de la mort d'August, Júlia estava malalta. L'emperador, poc abans de morir li va preguntar a la seva esposa Lívia si Júlia s'havia posat bona. Es va casar l'any 20 amb el seu cosí Neró Cèsar, fill de Germànic i Agripina Major. Sembla que el matrimoni no va ser feliç. Va ser víctima de les maquinacions de Sejà, que va aprofitar la seva intimitat amb Clàudia Livil·la per maquinar contra la família de Germànic.
Més endavant, l'any 29, Neró Cèsar i Agripina, per les intrigues de Sejà i davant de la insistència de Tiberi, van ser acusats de traïció. Neró Cèsar va ser declarat enemic públic pel senat i desterrat a l'illa de Ponça. L'any següent va ser executat, o potser induït al suïcidi. Dió Cassi diu que Júlia Drusa havia estat promesa a Sejà, però Tàcit ho nega.
Als 33 anys es va casar amb Rubel·li Blande, un cavaller que havia estat cònsol sufecte l'any 18 i més endavant procònsol d'Àfrica. Amb ell va tenir un fill de nom Gai Rubel·li Plaute, i una filla, Rubèl·lia Bassa. Aquest matrimoni es va considerar desigual atès que Blande només era net d'un cavaller de Tibur.
A petició de Valèria Messal·lina, que la va acusar falsament d'incest, Claudi, que era oncle seu, la va fer matar l'any 59 aC sense donar-li l'oportunitat de defensar-se.